# Ichneumon indosessor
Ichneumon indosessor là một loài tò vò trong họ Ichneumonidae.